# Yosef Zaritzky
Yosef Zaritzky (en hebreo: יוסף זריצקי)

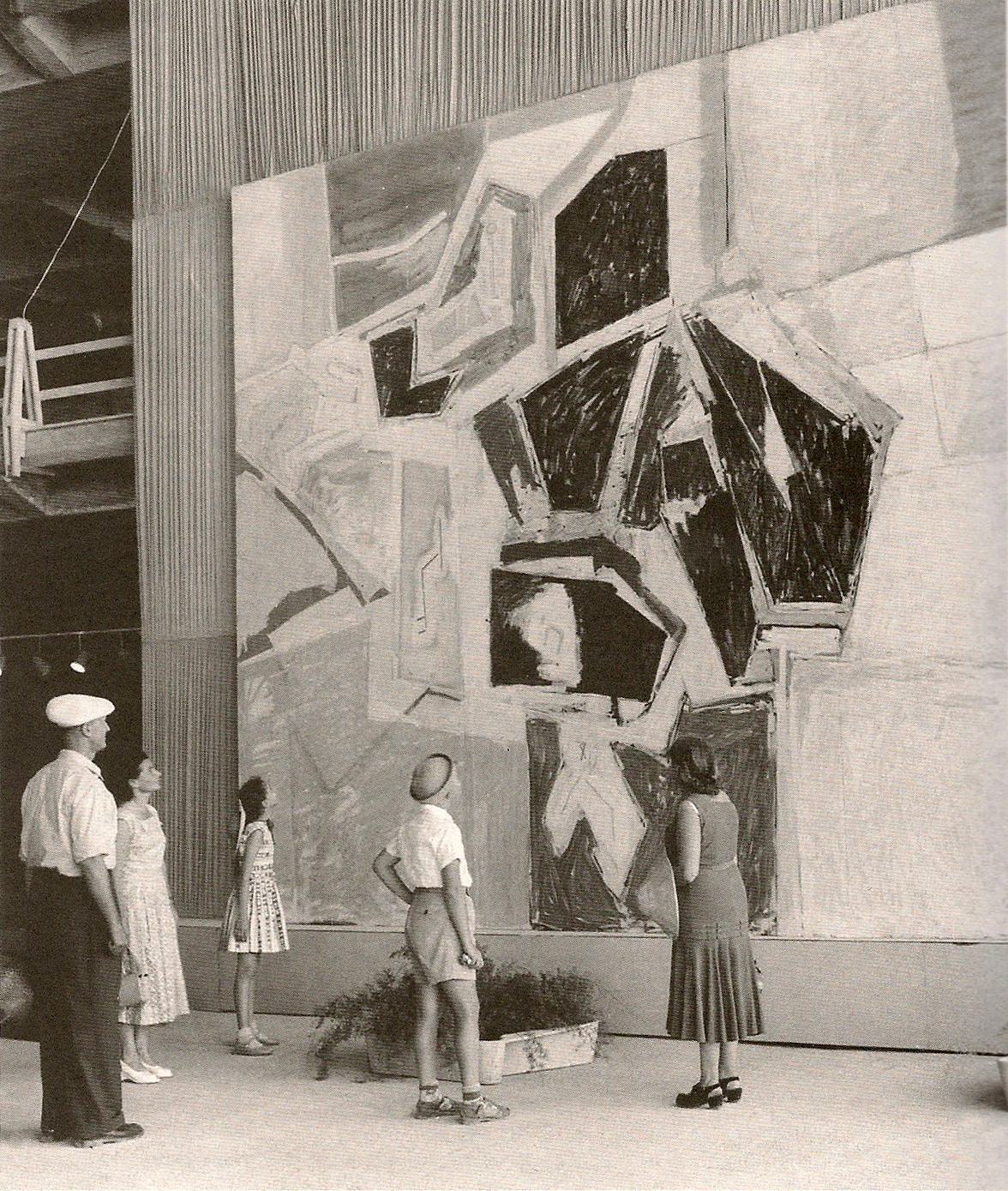
Yosef Zaritzky

(1891-1985) es considerado uno de los pintores más prominentes en la historia de Israel, líder y conductor de generaciones de pintores, cuya carrera comenzó incluso antes de la creación del Estado. 
Zaritzky nació en Ucrania y allí cursó sus primeros estudios. En 1923 llegó a Israel, asentándose en Jerusalén, marcando una temprana aparición cuando organizó una exposición de Arte en la Torre de David junto al escultor Abraham Malinkov, lugar que se transformó en sitio de preferencia para las exposiciones de este tipo.
A la postre se trasladó a la ciudad de Tel Aviv, donde fundó y lideró el grupo Ofakim Jadashim – “Nuevos Horizontes” –, que representa una nueva tendencia en el arte a partir de 1948, oficiando de ideólogo del mismo, y donde participaron  también Yehezkel Streichmann y Avigdor Steimatzky entre otros. En el mismo período, cuando su morada alternaba también entre París y Ámsterdam, le fue otorgado el Premio Israel en el rubro artístico.     
A lo largo de su vida, la obra de Zaritzky no pretendió alcanzar un público masivo sino por el contrario, apuntó a un pequeño grupo de entendidos, aquellos que él consideraba podían comprender y apreciar su obra.
Hacia 1958 se desarrolló una muestra de arte conmemoratoria de la primera década de existencia del Estado de Israel llamada sintomáticamente Taarujat haasur – “Exposición de la década.” Para la misma presentó una monumental obra titulada  Otzmá – Potencia o Vigor – que contó con el desapruebo de David Ben Gurión luego de su visita a la exposición, motivando que sea trasladada del espacio central a un ala secundaria del lugar. Otzmá, de 5 metros de alto por 6 de ancho, se inspiró en el relato y el paisaje de la Fortaleza de Iejihem y procuró concertar el encuentro entre la potencia creadora del Arte y la del movimiento sionista. Al finalizar la exposición, y como reacción a las tensiones que se generaron, Zaritzky decidió destruir la obra.         
A partir de 1970 Zaritzky traslada su morada al kibutz Tzuba en los meses de verano, teniendo allí un estudio propio. Hasta la fecha de su fallecimiento en 1985 el pintor se dedicará a pintar con tonos al agua paisajes de diversas zonas del país: Jersualén, Tel-Aviv, Zijron Yakov, Safed y los kibutz Degania y Kvutzat Kinneret, entre otros.